# Aedes cantator
Aedes cantator é um espécie de mosquito do género Aedes, pertencente à família Culicidae.